# Warheads

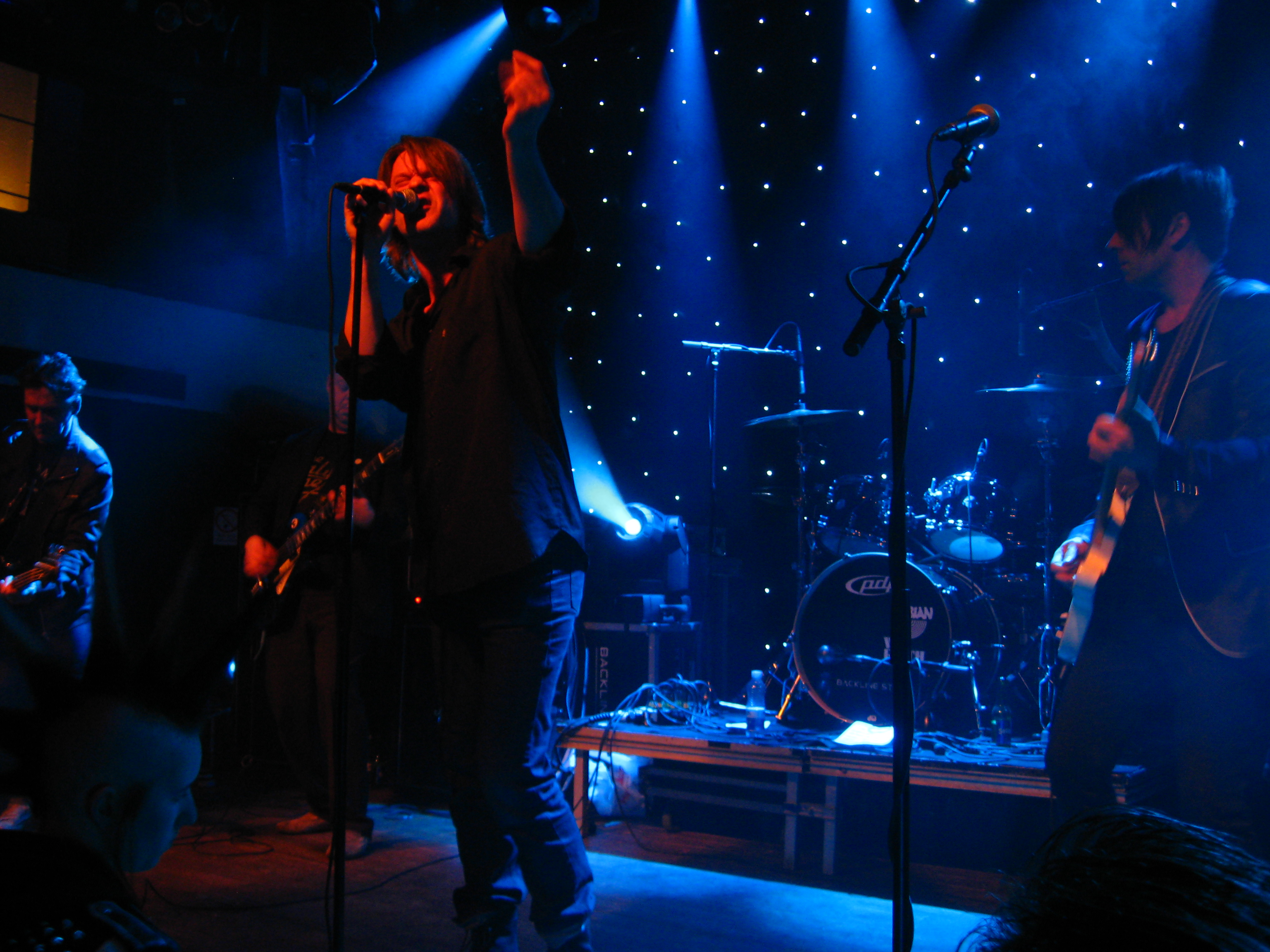
Warheads spelar i Stockholm 2010.

Warheads var ett svenskt punkband, aktivt 1979-1981. Det betraktas ofta som en av de mer inflytelserika grupperna inom svensk punk, trots att det inte hann ge ut någon LP. Flera av medlemmarna fortsatte på 1980-talet i internationellt kända grupper. Warheads räknas av vissa som en föregångare till thrash metal.

## Historia
Förlagan till Warheads var Mob (Ibland som Mob -77), vars första version såg dagens ljus redan 1976 i en skola i Stockholm. Den uppsättningen gjorde bara en spelning, och den mer kända line-upen bestod av bland annat Mats Cavonius på sång, Stellan Hemringe och Janne Oldeus (Pain, Imps, Jerry Williams) på gitarr, Thomas Biström på bas, samt Peter Öman och Micke "Bruppe" Ramnesäter på trummor. Bandet gjorde sig känt bland annat genom att Cavonius på en spelning, inspirerad av Iggy Pop, skar sig med en morakniv i magen. Det medverkade också i en punkfilm från 1978 av Stig Larsson som var ett examensarbete på Dramatiska Institutet.
År 1978 hoppade Biström av och Björne Fröberg (senare i The Nomads) togs in på bas. Bandet bytte då namn till Aoouh! Inte heller det bandet hann spela in något material, innan Cavonius hoppade av och Pelle Almgren kom in som sångare. Så fanns Almgren på sång, Fröberg på bas, Hemringe på gitarr och Micke Ramnesäter på trummor. Än en gång bytte gruppen namn, den här gången till Warheads. Snart hoppade också Ramnesäter av och ersattes först av Richard Lindberg och ett år senare Jesper Sporre när Richard Lindberg flyttade hem till Gotland igen. År 1979 gav Warheads, på RIP Records (även P-Nissarna och Brända Barn), ut EP:n Dagen är natt, som gav gruppen ett visst anseende också utanför Stockholm. År 1980 medverkade de också på samlings-LP:n Let It Out. 
Warheads spelade en del konserter i Stockholmsregionen, men började snart spricka i fogarna. År 1981 hoppade Almgren av och Warheads lades ner. Almgren gick vidare till att grunda glamrockbandet Easy Action, Fröberg blev med tiden medlem i The Nomads och Sporre bytte namn till Gyp Casino och började spela i Hanoi Rocks. 
Ett gäng svenska musiker ur banden Maryslim, Backyard Babies, Hellacopters och The Maggots, som kallade sig Urrke T & The Midlife Crisis, gav år 2004 ut en 3-spårssingel med covers på gamla svenska punklåtar, bland annat Aoouh!/Warheads "Center of Lies".

## Medlemmar
1978
- Pelle Almgren - sång
- Stellan Hemringe - gitarr
- Björne Fröberg - bas
- Micke "Bruppe" Ramnesäter - trummor

1979
- Pelle Almgren - sång
- Stellan Hemringe - gitarr
- Björne Fröberg - bas
- Richard Lindberg - trummor

1979–1981
- Pelle Almgren - sång
- Stellan Hemringe - gitarr
- Björne Fröberg - bas
- Jesper Sporre - trummor

## Diskografi
- Dagen är natt (EP, 1979)
- Let It Out (samling, 1980)